# Széll Kálmán (orvos)
Széll Kálmán (Herény, 1926. május 29. –) Ph.D. nyugalmazott o.v. főorvos, címzetes egyetemi tanár, emeritus főiskolai tanár.

## Életpálya
Született 1926. május 29-én Herényben (jelenleg Szombathely) régi Vas megyei történelmi családból. Apja ny.hadnagy, kerületi tűzrendészeti felügyelő volt. Szülei vagyonát (apja házát, anyja váti földbirtokát) államosították. Két édestestvére volt: Dr. Széll Tamás (2020-ban elhalálozott) a kémiai tudományok akadémiai doktora, 1970 óta az USA-ban élt, ahol az ENSZ Nemzetközi Iskola tanára volt  (+ 2020),  továbbá Annamária  vegyésztechnikus ( + 1921). Féltestvére Szabó Lajosnét gyári munkás (+ 2002).

### Tanulmányok
Iskoláit Szombathelyen (Kámonban ill. a Szent Norbert Premontrei gimnáziumban), majd Kőszegen a Hunyadi Mátyás Honvéd katonai alreálban (évfolyamelsőként) és Nagyváradon a m. kir. Gábor Áron Honvéd Tüzérségi Hadapródiskolában végezte, 1945-ben Győrben a Bencés gimnáziumban érettségizett. Hadapródiskolásként 1945-ben hadműveleti területre osztották, de visszavonulva a szovjet csapatok elől komoly harcba nem került, majd Karintiában 1945 májustól angol fogságban volt, ahonnét szeptemberben hazaszökött. Ezt követően az Új Magyar Hadseregben Nyárádon őrmesterként szolgált, ahonnét 1946 tavaszán leszerelt. Mezőgazdasági gépkezelő tanfolyamot végzett, traktorosként dolgozott őszig, amikor is egyetemre került. A Pázmány Péter Tudományegyetem orvosi karára 1946-ban iratkozott be. A kollégium államosításáig a budai Szent Imre Kollégium lakója volt, onnan – miután az államosítási kérelmet nem írta alá – 1948-ban  kizárták. Az egyetemet az áldozatos szülői támogatás ellenére főleg saját erőből végezte, majd 1952. augusztus 14-én kitűnő (summa cum laude) jelzésű diplomával fejezte be.

### Házassága és leszármazottjai
1957 dec. 31-én Szombathelyen feleségül vette Rőthy Máriát, dr. Rőthy István rendelőintézeti szakfőorvos leányát. E házasságból született 1958-ban Annamária, 1960-ban Kálmán nevű gyermeke. Előbbi nyugdías tanítónő, utóbbi általános sebész és érsebész, főorvos (Ausztriában).

### 1956-os tevékenysége
A Kórház Forradalmi Bizottságának 4 tagú vezetőségébe 1956-ban választották. A rend és erőszakmentesség jegyében. Ausztriai együttműködéssel munkálkodott. Jelentős forradalmi események a kórházban nem történtek, de tisztsége miatt 1962-ig nem kapott útlevelet és rendfokozatától is megfosztották, amit azonban a H.M. Igazoló Bizottság később visszaadott.

### Második katonaság
Orvosként még két ízben (1953, 1955) összesen nyolc hónapig volt katona. Első alkalommal Nagykőrösön és Kalocsán dolgozott, alhadnagyi rendfokozatban. 1955-ben behívottként a tatabányai Hunyadi János Lövész Tisztiiskolában 3 hónapig dolgozott orvosként. Az 56-os forradalom után lefokozták, de később rangját visszakapta. A rendszerváltozás után a Honvédelmi Minisztérium 1994-ben főhadnagyi rendfokozattal, egyenruha viselési engedéllyel és „nyugállományú” jogokkal rehabilitálta, majd 1998-ban századossá léptette elő.

### Munkahelyek
Szombathelyen 1952. október 1. óta a Markusovszky Kórházban dolgozott. Előbb prof. dr. Szabolcs Zoltán o.v. főorvos mellett a sebészeti osztályon, majd 1963 őszétől függetlenített aneszteziológus adjunktusként, végül 1968. január 1-től osztályvezető főorvosként. Az országban vidéken másodikként alakult Aneszteziológiai és Intenzív Betegellátó Osztály alapító főorvosa. Saját kérésére 1992 nov. 1.-én nyugdíjba vonult. Az Országos Aneszteziológiai és Intenzív Terápiás Intézet igazgató helyettese (1979 – 2002), Nyugdíjazása után a Pécsi Orvostudományi Egyetem Főiskolai Kar Szombathelyi Tagozatán  főiskolai adjunktus (1993), majd tanár (1994-2001) illetve tagozatigazgató helyettes (1993-1997), végül 2001 december 1-től, jelenleg is, a Pécsi Tudományegyetem Egészségtudományi Karának emeritus főiskolai tanára.

### Oktatás
Aktív korában az Szombathelyi Egészségügyi Szakiskola, az aneszteziológus és intenzív terápiás szakasszisztens képzés, a pécsi egyetemhez tartozó oktatókórházi oktatás, valamint Budapesten a Haynal Imre Orvostovábbképző Egyetem rendszeres előadója volt, 1989-től a Pécsi Tudományegyetem Szombathelyi Képzési Központjában oktat, előbb adjunktusként, majd 1994-től főiskolai tanár, majd emeritus, végül óraadó egészen 2013 év végéig, ám  szerződés alapján a POTE megbízásából még alkalmanként 2018-ban is tanított.

### Szakvizsgák
1956-ban sebészet, 1960-ban traumatológia, végül 1962-ben aneszteziológia és intenzív terápia.

## Tudományos munka, irodalmi tevékenység
Bel- és külföldön összesen 366 nyomtatott dolgozata (írása, cikk, esszéje, könyvismertetője stb.) jelent meg, (ide számítva 6 könyvet és 8 további szakkönyv ill. monográfia fejezeteit, illetve nyugdíjba vonulása után a Vasi Szemlében közzétett 53, s máshol is közölt több nem szakmai publikációját). Ezen kívül 561 előadást tartott. A POTE Főiskolai Kar számára 1995-ben írta az "Egészségügyi etika" c. könyvet, amely egyetemi jegyzetként jelent meg. Közben 3 ízben nyerte el az Orvosi Hetilap pályázatán a Markusovszky díjat, ötször nyert kórházi pályázaton első díjat, ill. egy ízben különdíjat, egyszer a Pécsi Akadémiai Bizottság, egyszer a Veszprémi Akadémiai Bizottság, végül pedig egy ízben a Magyar Aneszteziológiai és Intenzív Terápiás Társaság pályázatán nyert díjakat. Az Orvosi Hetilap négyszer kérte fel ünnepi tanulmány megírására. Németről magyarra fordította Dalicho: "Általános orvosi vizsgálatok" című könyvét, amely a Medicina kiadásában 2003-ban jelent meg. Dr. Horváth Boldizsárral társszerkesztőként működött közre a "Vas megye és Szombathely Megyei Jogú Város Markusovszky Kórháza története 1929-2004" című monográfiában. 2007-ben jelent meg "Fehérköpenyes óriások", 2011-ben "Erőméz", 2016-ban "Göncölszekér",  2019-ben a "Szarvasgomba", végül 2023-ban "Időmérleg" című könyve. (Utóbbi öt könyv a Magyar Nyugat Könyvkiadó gondozásában) A 2015-től 2023-ig az Egészség-Akadémia  Az Egészség-Akadémia című folyóirat olvasó szerkesztői tisztét töltötte be.

### Érdeklődési kör
(Történelmi sorrendben) Sebészet, traumatológia, aneszteziológia, intenzív medicina, szakmapolitika (eü. szervezés), orvostörténelem, bioetika.

### Tudományos minősítések
1980-ban a MTA „Klinikopatológiai és terápiás tapasztalatok felnőttkori respiratory distress szindrómában” c. munkájával  az Orvostudományok Kandidátusa tudományos fokozatát szerezte meg, (oklevél kelte 1981 április 18), amelyet a POTE PhD.-ként ismert el (1994 szeptember 2.-án).

### Tanulmányutak
1964-ben Berlin, 1966 Montreal, (ahol fél évig munkavállalóként dolgozott), 1969 Bukarest, 1974 Bécs, 1979 Hollandia.

### Szakma-közéleti tevékenység
Az Országos Aneszteziológiai és Intenzív Terápiás Intézet igazgató helyettese (1979 – 2002), az Országos Szakképesítő Bizottság vizsgáztató tagja (1980-2000), megalakulása (1979) óta a Szakmai Kollégium tagja, majd 1992-től (1995- ös újraválasztással megerősítve) 2000 április 1-ig elnöke. Megyei felügyelő szakfőorvos (1991 – 2005). A MAITT Észak-dunántúli Csoportjának örökös díszelnöke (1990). A POTE főiskolai képzés tanári karának elnöke (1994-1997).

### Kiemelkedő életmű
Az aneszteziológia és intenzív orvoslás egyik hazai úttörője. A Markusovszky kórházban ő alapította meg (vidéken másodikként) az osztályt. Országosan elsőként szervezett aneszteziológiai ügyeletet (1970). A Markusovszky kórházban elsőként végzett (munkatársaival) intratrachealis gépi narkózist (1955), gyomortükrözést (1958), epidurális érzéstelenítést (1959), sikeres újraélesztést (1964), májbiopsiát (1964), tartós mesterséges hypotermiát (1966), v. cava canülálást (1967), mesterséges gépi lélegeztetést (1968), akut peritoneális dialízist (1969), port a cat beültetést (1972), tüdőbiopsiát (1972), pacemaker beültetést (1980), akut hemodialízist (1981). Ide sorolható a Pécsi Tudományegyetem Egészségtudományi Karának Szombathelyi Képzési Központjában 27 éves főiskolai oktatói tevékenysége, amelyért elismerést és kitüntetést is kapott.

### Közéleti tevékenység
Az „Orvos-egészségügyi Dolgozók Szakszervezete Megyei Bizottságának” elnöke (1971-1989), a „TIT Egészségügyi Szakosztályának” elnöke (1972-1979), a „Városi Tanács” tagja (1972-1984), A „Magyar Aneszteziológiai és Intenzív Terápiás Társaság” vezetőségi tagja (1963-1989), alelnöke (1981-1989), amikor is annak Észak-dunántúli Szekciója örökös díszelnökséggel tüntette ki. A szombathelyi székesegyházi főplébániájának 1988-tól 2007 novemberéig egyházközségi világi elnöke, majd örökös tiszteletbeli elnöke, és 2007-ig az „Egyházmegye Egyházközségek Tanácsának” elnöke, a „Keresztény Egészségügyiek Dr. Batthyány László Társaságának” 1990. január 16. óta, 2003-al bezárólag alapító világi elnöke, jelenleg tiszteletbeli elnöke, a „Páneurópai Unió Magyar Szervezete Szombathelyi Regionális Csoportjának” elnöke (1990-1994), a KDNP Vas Megyei elnöke (1990 januártól 1992-ig), s jelenleg is a „Párt Vasvármegyei Szervezetének” „örökös tiszteletbeli elnöke”. Más pártnak nem volt (ma sem) tagja. A Szombathelyi Megyei Jogú város Önkormányzatának (korelnök) képviselője (1990-1994), a „Markusovszky Kórházért” alapítvány kuratóriumának elnöke (1992-2004), az „Éhen Gyula Kör a polgárosodásért” alapítvány kuratóriumának tagja (1992-1997), a „Dr. Tiborcz Sándor alapítvány” tiszteletbeli elnöke (1992-től), illetve a „Martineum alapítvány” (1995-2010-ig, megszűnéséig) kuratóriumi tagja, továbbá (1991-től 1916-os megszűnéséig) tagja a „Gábor Áron” Honvéd Tüzér Hadapródiskola Bajtársi Körének”. Jelenleg is tagja 1993-tól a „Honvéd Hagyományőrző Egyesületnek”, 1995-től a „Szombathelyi Tudós Társaságnak” (Societans Scientarium Savariensis),  1998-tól a „Recski Szövetségnek” tagja, 2004-től az „56-os Szövetség Vas megyei Szervezetének”, a „Keresztény Értelmiségiek Szövetségének”, 2007 óta a „Vas megyei Mentésügyi Alapítvány” kuratóriumának, 2003 óta a „Polgári Egyesület Szombathelyért” alapító tagja, jelenleg tiszteletbeli elnöke.

### Kitüntetések
Sokszoros véradásért 1972-ben Vöröskeresztes arany, majd 1974-ben Szakszervezeti arany kitüntetést kapott, 1975-ben, kiváló orvos lett. Az Orvosi Hetilap Markusovszky emlékérmét 1978-ban, 1980-ban és 1993-ban kapta meg. A Munka Érdemrend arany fokozatával 1983-ben tüntették ki. A Markusovszky emlékelőadások első kórházi díjazottjaként 1991-ben Markusovszky plakettet kapott Szombathelyen, majd - első szombathelyi orvosként - 1992-ben a Köztársasági Érdemérem Tiszti Keresztjével tüntették ki. Szombathely megyei jogú várostól 1994-ben Pro sanitate díjat kapott. Ugyancsak 1994-ben a Pro Anaesthesiológia et Therapia Intensíva emlékérem tulajdonosa lett. A Pécsi Orvostudományi Egyetem az 1996-ban Pro universitate aranyéremmel tüntette ki. Ugyanazon évben a Rómából kapott Batthyány emlékérmet. A megyei önkormányzattól 2001-ben megkapta a Vasmegyéért díjat, továbbá a Vasi Szemle Szerkesztősége irodalmi és tudományos munkájáért nívódíjjal tüntette ki. 2002-ben Pro Ecclesia et Pontificae pápai kitüntetésben  részesült, továbbá a legmagasabb Egészségügyi Minisztériumi kitüntetést, a Batthyány Strattmann díjat kapta meg. Ugyancsak ebben az évben átvette az 50 éves arany oklevelet. A Pécsi Tudományegyetem Főiskolai Karának hallgatói Önkormányzata 2004-ben Az év legjobb előadója (Pro Discipulis Academicis Facultatis Scientarum Sanitariarum Universitatis Quinqueecclesiensis) kitüntetést adományozta. A Markusovszky kórháztól 80. és 90. születésnapja alkalmából emlékérmeket kapott (2006, 2016). Szombathely Megyei Jogú Város díszpolgárságot  adományozott 2008-ban. A Vas megyei Közgyűléstől Batthyány Lajos életmű díjat kapott 2009-ben, Vas megyei Prima primissima tudományos kategóriájának 2010-ben nyertese lett, majd 2012-ben a Kultúra lovagja címet kapta, továbbá  Magyarország Köztársasági elnökének érdemérmében részesült. A Pécsi Tudományegyetem (2012. jún 18.-án) Címzetes egyetemi tanár-rá nevezte ki. Ugyanezen évben  hatvanéves Gémánt diplomát  továbbá a Markusovszky kórház Pető emlékérmét kapta meg, A Pécsi Tudományegyetem 2014-ben Arany Katedra Díjban részesítette. 90 éves kora alkalmából (2016) –ban Ferenc pápa - képével ellátott -Ddíszoklevélben adta apostoli áldását.  Ugyancsak ebben az évben az OMSZ Brutschner József emlékérmet, majd 2017-ben 56-os emlékplakettot kapott, továbbá átvehette a vasdiplomáját. Elsőként kapta meg 2018. jan. 22-én a szombathelyi Egyházmegye által Boldog Batthyány László emlékére alapított A test lélek orvosa kitüntetést,  2019-ben pedig a Magyar Bioetikai Társaság Gaizler Gyula emlékérmét.vehette át. A Pécsi Tudományegyetem Egészségtudományi Karától 2020-ban Életmű díjat és emlékplakettot kapott, Rubin diplomáját 2022-ben vehette át, végezetül 2023-ban Vasvármegye díszpolgára lett. A felsoroltakon kívül számos elismerő, megemlékező, illetve dicsérő oklevélben részesült.

#### Katonai kitüntetései
1994-ben a 2. Világháborús emlékérem, 2006-ban „Honvédelemért” II. osztályú kitüntető emlékérem , 2015-ben  HOHE Jubileumi díszérem. Még 2000-ben bekerült Who’s Who in the World (18 th Edition), ill- számos hasonló helyi és hazai kiadványba.

#### Ars Poetica és Példaképek
Az orvosi hivatás etikus művelése, s a szűkebb és tágabb közösség szolgálata. Az „Isten-, haza-, család- és emberszeretet” követése, gyakorlása.
Azok az emberek, akik a családjukon kívül a közt szolgálták, szűkebb környezetük és a haza haladását előmozdították. Egyebek mellett ezeknek kívánt emléket állítani a "Fehérköpenyes óriások", az „Erőméz” és a „Göncölszekér” című könyveivel.

## Főbb művei
- A Markusovszky kórház története. A kórház kiadása 1979
- Az egészségügy története; In: Széll K., Szigetváry F.,Szabó L-né; Celldömölki évszázadok. Önkormányzat kiad. Celldömölk, 1996.
- Egészségügyi etika. Jegyzet valamennyi szak számára; PTE ETK, Pécs, 2006
- Fehérköpenyes  óriások. Múlt századi orvos-arcképek; Magyar Nyugat, Vasszilvágy, 2007 (A Magyar Nyugat történeti kiskönyvtára)
- Erőméz. Gondolatok és emlékek a gyógyításról; Magyar Nyugat, Vasszilvágy, 2011
- Göncölszekér. Emlékek, életek, gondolatok; Magyar Nyugat, Vasszilvágy, 2016
- Szarvasgomba. Emlékek ifjúságom felszíne alól; Magyar Nyugat, Szombathely, 2019
- Időmérleg. Közel száz év faggatása.  Magyar Nyugat Szombathely 2023